# Liechtenstein op de Olympische Winterspelen 1994
Tijdens de Olympische Winterspelen van 1994, die in Lillehammer (Noorwegen) werden gehouden, nam Liechtenstein voor de dertiende keer deel.

## Deelnemers en resultaten
(m) = mannen, (v) = vrouwen 

### Alpineskiën
| Olympiër      | Discipline       | Resultaat | Prestatie                                                          |
| ------------- | ---------------- | --------- | ------------------------------------------------------------------ |
| Marco Büchel  | afdaling (m)     | 40e       | 1.48,97 (+3,22)                                                    |
| Marco Büchel  | super g (m)      | 32e       | 1.35,78 (+3,25)                                                    |
| Marco Büchel  | reuzenslalom (m) | dnf-2     | opgave run 2 1.31,82+dnf                                           |
| Marco Büchel  | combinatie (m)   | 33e       | 3.47,85 (+30,32) afdaling: 1.40,82 slalom: 2.07,03 (53,60+1.13,43) |
| Hans Burkhard | reuzenslalom (m) | dnf-2     | opgave run 2 1.32,73+dnf                                           |
| Markus Foser  | afdaling (m)     | 39e       | 1.48,93 (+3,18)                                                    |
| Jürgen Hasler | afdaling (m)     | 29e       | 1.47,62 (+1,87)                                                    |
| Jürgen Hasler | super g (m)      | dnf       | opgave                                                             |
| Achim Vogt    | afdaling (m)     | 33e       | 1.47,98 (+2,23)                                                    |
| Achim Vogt    | super g (m)      | dnf       | opgave                                                             |
| Achim Vogt    | reuzenslalom (m) | 21e       | 2.56,38 (+3,92) 1.31,12+1.25,26                                    |
| Achim Vogt    | combinatie (m)   | 24e       | 3.26,23 (+8,70) afdaling: 1.38,53 slalom: 1.47,70 (55,29+52,41)    |
| Daniel Vogt   | super g (m)      | 27e       | 1.35,08 (+2,55)                                                    |
| Daniel Vogt   | reuzenslalom (m) | dnf-2     | opgave run 2 1.31,97+dnf                                           |
|               |                  |           |                                                                    |
| Birgit Heeb   | super g (v)      | dnf       | opgave                                                             |
| Birgit Heeb   | reuzenslalom (v) | 11e       | 2.36,09 (+5,12) 1.22,58+1.13,51                                    |

### Langlaufen
| Olympiër      | Discipline                    | Resultaat | Prestatie                             |
| ------------- | ----------------------------- | --------- | ------------------------------------- |
| Markus Hasler | 10 km klassiek (m)            | 55e       | 27.17,1 (+2.57,0)                     |
| Markus Hasler | 30 km vrije stijl (m)         | 21e       | 1:18.18,7 (+5.52,3)                   |
| Markus Hasler | 50 km klassiek (m)            | 30e       | 2:18.40,1 (+11.19,8)                  |
| Markus Hasler | achtervolging 10 km+15 km (m) | 39e       | +5.56,6 (10 km:27.17 + 15 km:38.48,4) |
| Stefan Kunz   | 10 km klassiek (m)            | 76e       | 28.44,8 (+4.24,7)                     |
| Stefan Kunz   | 30 km vrije stijl (m)         | 55e       | 1:24.00,0 (+11.33,6)                  |
| Stefan Kunz   | 50 km klassiek (m)            | 38e       | 2:20.38,1 (+13.17,8)                  |
| Stefan Kunz   | achtervolging 10 km+15 km (m) | 64e       | +9.10,8 (10 km:28.44 + 15 km:40.35,6) |

### Rodelen
| Olympiër     | Discipline | Resultaat | Prestatie                                             |
| ------------ | ---------- | --------- | ----------------------------------------------------- |
| Marco Felder | mannen     | 27e       | 3.29,409 (+7,838) (52,279 / 52,445 / 52,122 / 52,563) |

Amerikaanse Maagdeneilanden · Amerikaans-Samoa · Andorra · Argentinië · Armenië · Australië · België · Bermuda · Bosnië en Herzegovina · Brazilië · Bulgarije · Canada · Chili · China · Chinees Taipei · Cyprus · Denemarken · Duitsland · Estland · Fiji · Finland · Frankrijk · Georgië · Griekenland · Groot-Brittannië · Hongarije · IJsland · Israël · Italië · Jamaica · Japan · Kazachstan · Kirgizië · Kroatië · Letland · Liechtenstein · Litouwen · Luxemburg · Mexico · Moldavië · Monaco · Mongolië · Nederland · Nieuw-Zeeland · Noorwegen · Oekraïne · Oezbekistan · Oostenrijk · Polen · Portugal · Puerto Rico · Roemenië · Rusland · San Marino · Senegal · Slovenië · Slowakije · Spanje · Trinidad en Tobago · Tsjechië · Turkije · Verenigde Staten · Wit-Rusland · Zuid-Afrika · Zuid-Korea · Zweden · Zwitserland